# Netischyn
Netischyn (ukrainisch Нетішин; russisch Нетешин/Neteschin, polnisch Nityszyn) ist eine Stadt in der Ukraine. Die Stadt liegt etwa 104 Kilometer nördlich der Oblasthauptstadt Chmelnyzkyj am Fluss Horyn.

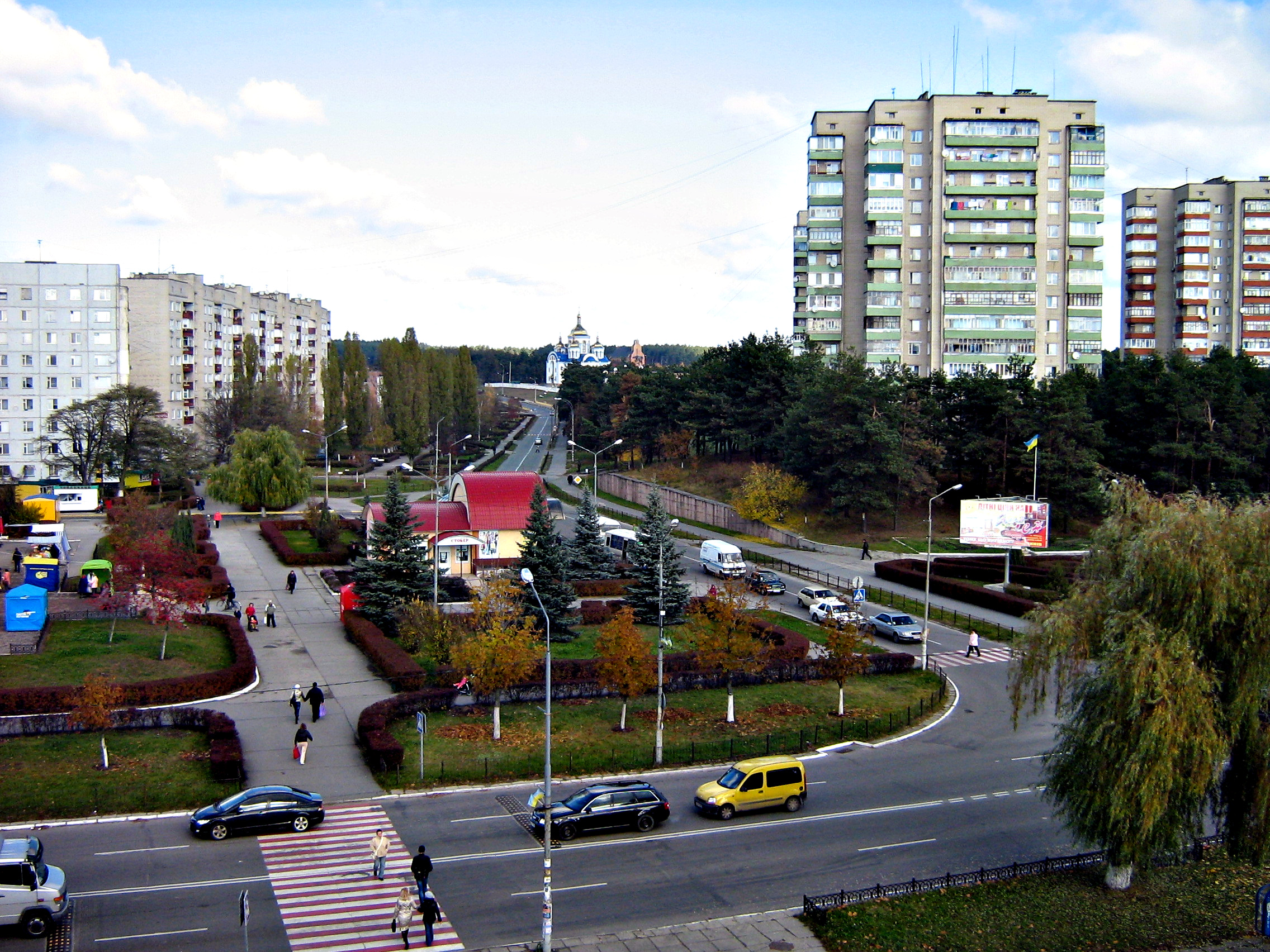
Blick in den Ort

## Geschichte
Der Ort wurde 1542 zum ersten Mal schriftlich erwähnt und blieb bis zum Bau des Kernkraftwerk Chmelnyzkyj in den 1980er Jahren ein kleines Dorf. Zwischen 1920 und 1939/45 war es Grenzort der Sowjetunion zu Polen, die Bahnstrecke Kowel–Kosjatyn verläuft seit dem Ende des 19. Jahrhunderts nördlich des Ortes. Das Kernkraftwerk wurde etwa 3 Kilometer südlich des Ortes am Flussufer des Horyn gebaut und für den Bau und Betrieb wurde eine neue Siedlung südöstlich des alten Dorfkerns erbaut, 1984 bekam der Ort den Stadtstatus zuerkannt.

## Verwaltungsgliederung
Am 31. Mai 2019 wurde die Stadt zum Zentrum der neugegründeten Stadtgemeinde Netischyn (Нетішинська міська громада/Netischynska miska hromada). Zu dieser zählen auch die 2 in der untenstehenden Tabelle aufgelisteten Dörfer, bis dahin bildete sie die gleichnamige Stadtratsgemeinde Netischyn (Нетішинська міська рада/Netischynska miska rada) unter direkter Oblastverwaltung im Westen des ihn umgebenden Rajons Slawuta.
Am 17. Juli 2020 kam es im Zuge einer großen Rajonsreform zum Anschluss des Rajonsgebietes an den Rajon Schepetiwka.
Folgende Orte sind neben dem Hauptort Netischyn Teil der Gemeinde:
| Name                     | Name          | Name                         |
| ukrainisch transkribiert | ukrainisch    | russisch                     |
| ------------------------ | ------------- | ---------------------------- |
| Nowyj Krywyn             | Новий Кривин  | Новый Кривин (Nowy Kriwin)   |
| Staryj Krywyn            | Старий Кривин | Старый Кривин (Stary Kriwin) |

## Söhne und Töchter der Stadt
- Alina Komaschtschuk (* 1993), Säbelfechterin
- Olha Schownir (* 1989), Säbelfechterin